# Pista palmata
Pista palmata är en ringmaskart som först beskrevs av Addison Emery Verrill 1873.  Pista palmata ingår i släktet Pista och familjen Terebellidae. Inga underarter finns listade i Catalogue of Life.